# 毛主义共产党 (土耳其)
毛主义共产党（土耳其語：Maoist Komünist Partisi，缩写为MKP）是土耳其的一个反政府的毛派政党。该党成立于2002年9月15日，前身是1994年4月18日成立的土耳其共产党（马列），分裂自土耳其共产党/马列。该党的意识形态是马列毛主义。该党的下属武装组织称作人民解放军。该党曾是革命国际主义运动成员。该党现为人民联合革命运动成员。

## 历史
1987年，土共/马列—东安纳托利亚地区委员会（Doğu Anadolu Bölge Komitesi，缩写为DABK）脱离土共/马列。1993年与土共/马列重新统一，但于1994年再次脱离，1994年4月18日成立土耳其共产党（马列）。在土共/马列和革命国际主义运动之间的意识形态分歧日益加深后，革命国际主义运动委员会最终开除了土共/马列。2002年9月15日，土共（马列）演变为毛主义共产党，成为革命国际主义运动成员，决心在土耳其进行“社会主义人民战争”。2007年，该党被土耳其政府列为恐怖组织。2013年，党的第三次代表大会成立了人民游击力量作为第二个附属武装。“三大”后，该党分裂为两个政党，一个自称“Maoist Komünist Parti”，另一个使用原名“Maoist Komünist Partisi”，在中文中都是“毛主义共产党”的意思，后者不承认2013年“三大”的合法性，于2021年召开了自己的“三大”。

## 组织
该党有两个军事组织：在农村是人民解放军，在城市是人民游击力量。
青年翼是毛主义青年联盟。妇女翼是毛主义妇女联盟。
该党出版2本期刊：《革命民主》和《阶级理论》。
民主权利联盟是与该党有关的独立群众组织。